# Jegor Konstantinowitsch Baburin
Jegor Konstantinowitsch Baburin (russisch Егор Константинович Бабурин; * 9. August 1993 in Tschernihiw, Ukraine) ist ein russischer Fußballtorwart.

## Karriere

### Verein
Jegor Baburin begann seine Karriere bei Zenit St. Petersburg. Im September 2012 stand er gegen Terek Grosny erstmals im Kader der Profis. Im Juli 2013 debütierte er für Zenit in der Premjer-Liga, als er am 21. Spieltag der Saison 2012/13 gegen Mordowija Saransk in der elften Minute für den verletzten Juryj Schaunou eingewechselt wurde. Bis Saisonende kam er zu vier Einsätzen in der höchsten russischen Spielklasse. Ab der Saison 2013/14 kam Baburin zudem für die neu geschaffene Zweitmannschafts Zenits in der drittklassigen Perwenstwo PFL zum Einsatz. Für diese absolvierte er in der ersten Spielzeit zu vier Einsätzen, für die Profis kam er zu keinem Einsatz.
In der Saison 2014/15 wurde er einmal in der Premjer-Liga eingesetzt und sieben Mal für Zenit-2 in der dritthöchsten Spielklasse; mit Zenit-2 stieg er zu Saisonende in die Perwenstwo FNL auf. In der Saison 2015/16 stand er nicht ein Mal im Kader der ersten Mannschaft, für das Zweitligateam absolvierte er allerdings 22 Partien. In der Spielzeit 2016/17 blieb Baburin erneut ohne Erstligaeinsatz, in der zweiten Liga spielte er 35 Mal. 2017/18 absolvierte er wieder ein Spiel für Zenit in der Premjer-Liga, für Zenit-2 machte er 21 Spiele in der Perwenstwo FNL.
Zur Saison 2018/19 wurde er an den Ligakonkurrenten Rubin Kasan verliehen. Während der Leihe kam er zu sechs Einsätzen für Kasan in der Premjer-Liga. Zur Saison 2019/20 kehrte Baburin nicht mehr nach Sankt Petersburg zurück, sondern schloss sich dem ebenfalls erstklassigen FK Rostow an. In seiner Debütsaison in Rostow absolvierte der Torwart zwölf Partien. Nach weiteren vier Einsätzen in der Hinrunde der Saison 2020/21 wurde er im Februar 2021 an den Ligakonkurrenten FK Krasnodar verliehen. Bis zum Ende der Leihe kam er zu zwei Einsätzen für Krasnodar. Zur Saison 2021/22 kehrte er wieder nach Rostow zurück. Für Rostow kam er in der Saison 2021/22 dreimal zum Zug.
Zur Saison 2022/23 wurde Baburin ein zweites Mal innerhalb der Liga verliehen, diesmal an Torpedo Moskau.

### Nationalmannschaft
Der gebürtige Ukrainer Baburin kam zwischen September 2013 und März 2014 zu fünf Einsätzen in der russischen U-21-Auswahl.